# Красная Гора (Великоустюгский район)
Красная Гора — деревня в Великоустюгском районе Вологодской области.
Входит в состав Опокского сельского поселения, с точки зрения административно-территориального деления — в Опокский сельсовет.
Расстояние по автодороге до районного центра Великого Устюга — 55 км, до центра муниципального образования Полдарсы — 10 км. Ближайшие населённые пункты — Прилуки, Прилуки, Братское, Порог.
По данным переписи в 2002 году постоянного населения не было.